# Забастовка дальнобойщиков в России
Забастовка дальнобойщиков в России — крупномасштабная экономическая забастовка владельцев и водителей грузового автомобильного транспорта в России против введения системы взимания платы «Платон» за проезд по федеральным трассам для грузовиков, имеющих разрешённую максимальную массу свыше 12 тонн, стартовавшая в ноябре 2015 года.

## Предыстория и причины
Основная причина забастовки — убыточность грузоперевозок в России.
В сентябре 2014 года правительство под руководством Дмитрия Медведева решило компенсировать ущерб, который большегрузные автомобили наносят дорогам. Первоначально планировалось провести конкурс на создание специальной системы, но, сославшись на вопросы национальной безопасности, Федеральное дорожное агентство заключило соглашение с компанией «РТ-Инвест Транспортные Системы».
Владельцами данной компании в равных долях являются государственная корпорация «Ростех» и Игорь Ротенберг — сын близкого к Кремлю Аркадия Ротенберга. По данным газеты «Коммерсантъ», подрядчиками «Платона» также стали компании, владельцами и акционерами которых являются Игорь Ротенберг и «Ростех». За год в систему вложили более 29 миллиардов рублей, 27 из которых — это кредит «Газпромбанка».
В августе 2015 года была открыта предварительная регистрация крупных грузоперевозчиков, в сентябре заработал сайт и круглосуточный колл-центр. С 5 октября пользователи получили возможность самостоятельно регистрироваться и создавать личные кабинеты. За месяц до запуска в крупных городах России открылись Центры обслуживания пользователей. Всего под действие «Платона» подпадает порядка двух миллионов автомобилей.
С 15 ноября 2015 года на территории России заработала система взимания платы «Платон» в счёт возмещения вреда, причиняемого автомобильным дорогам общего пользования федерального значения транспортными средствами, имеющими разрешённую максимальную массу свыше 12 тонн.
За проезд 12-тонных автомобилей по федеральным трассам изначально планировалось брать 3,73 рубля за каждый километр, но 10 ноября после неоднократных обращений бизнеса правительство временно снизило стоимость до 1,52 рубля на первые месяцы работы «Платона». С марта 2016 года ставка повышается и до 31 декабря 2018 г. цена за километр составит 3,06 рубля. Штраф за неоплаченный проезд составит 450 тыс. рублей за первое нарушение и 1 млн за повторное. В государственный бюджет на 2016 год заложено порядка 40 млрд руб. сборов, которые «впоследствии будут инвестированы в дорожное хозяйство».

## Ход забастовки
Главными требованиями протестующих являются отключение системы «Платон» и введение моратория на его дальнейшее использование на три года и тестирование в течение хотя бы одного года. Они считают её неработоспособной и не готовой к использованию, а размер сбора грозит банкротством — особенно малому и среднему бизнесу.
Внимание на факт забастовки дальнобойщики обращают при помощи специально изготовленных многочисленных плакатов и баннеров на десятки тысяч рублей. С их помощью дальнобойщики в том числе ведут переговоры. Как сообщил один из активистов лагеря дальнобойщиков Виктор Гагарин: «Мы ведём переговоры — вон плакат написан „Пошли на хрен“».
Первые протесты стартовали 11 ноября 2015 года. В 40 регионах Российской Федерации сотни водителей грузовиков выехали на трассы и устроили масштабную забастовку. Машины выехали на дороги и стояли на обочинах, образуя многокилометровые пробки. Из-за забастовки движение на некоторых трассах было заблокировано на несколько часов.
Основными координаторами протеста являются Межрегиональный профсоюз водителей профессионалов (МПВП) и коммунистическое рабочее движение (КРД) «Рабочий путь».7 декабря 2015 года официальным представителем участников протестного движения водителей-дальнобойщиков был избран Андрей Бажутин, пресс-секретарём лагеря дальнобойщиков в Химках стала Таисия Никитенко.
Основным методом забастовочной борьбы является итальянская забастовка, в виде блокирования автомобильных дорог длинными колоннами тягачей и прицепов или передвижение по ним со скоростью 10 км/ч. Также протестующие массово парковались вдоль трасс, например колонна фур возле дагестанского посёлка Ачи-Су стоит с 17 ноября под охраной бронетранспортеров с автоматчиками.
19 ноября в толпу бастующих вдоль трассы М-10 под Тверью въехал седельный тягач с прицепом, один человек погиб, и трое пострадали. Росавтодор направил в МВД России официальный запрос с требованием проверить «организаторов подобных акций по всей стране, которые проводят несанкционированные митинги вблизи дорог, подвергая опасности жизни не только самих участников забастовок, но и простых автомобилистов». По сообщению The Moscow Times, «Водитель грузовика спал за рулем и случайно въехал в толпу протестующих».
23 ноября опубликована петиция против «Платона» к правительству.
24 ноября 2015 года протестующие водители колонной из 600 автомобилей направилась к Смольному дворцу по Колпинскому шоссе со скоростью 5−10 км/ч. Крупные акции также состоялись в Москве, Дагестане, Екатеринбурге, Волгограде, Саратове, в регионах объявили о планах. Озвучивались планы выдвигаться в Москву.
30 ноября 2015 бастующие выдвигают ультиматум власти об отмене «Платона» к 3 декабря, а противном случае грозят провести марш на Москву. По сообщениям СМИ, акции протеста водителей грузовиков идут по всей стране, а дальнобойщиков под разными предлогами останавливали инспекторы ГИБДД.
Согласно интерактивной карте протестов на сайте «Антиплатон», созданном «солидарными с дальнобойщиками работниками IT», на конец ноября инициативным группам удалось согласовать несколько пикетов и митингов.
2 декабря 2015 года в 5 утра была осуществлена попытка обстрела и поджога офиса Платона в Оренбурге.
13 декабря было опубликовано видеообращение дальнобойщиков к Путину с требованием провести референдум по Платону.
14 декабря дальнобойщики пикетировали администрацию президента РФ в Москве.

### 2016 год
В ночь на 8 января 2016 года в офис «Платона» в Кемерово бросили «коктейль Молотова».
Межрегиональная забастовка на десять дней 20 февраля-1 марта.

### 2017 год
Новый этап протестных акций стартовал 27 марта 2017 года, причиной стало удвоение тарифа с 1,56 рубля за километр пройденного пути до 3,06 рубля. Акции начались в Московской, Оренбургской, Амурской областях, Санкт-Петербурге, Татарстане, Приморье, Саратовской области, Северной Осетии, Иркутской области, Свердловской области и ряде других регионов.
На сайте change.org появилось несколько петиций против системы «Платон». Наиболее популярная из них, созданная «Объединением перевозчиков России», к 1 июля 2017 года набрала более 100 тысяч голосов. На портале РОИ также появилась инициатива против «Платона».

## Реакция на протесты

### Реакция властей
19 ноября 2015 года пресс-секретарь президента РФ Владимира Путина Дмитрий Песков заявил, что в Кремле «не склонны преувеличивать и излишне драматизировать» ситуацию, которая является «вопросом правительства».
20 ноября 2015 года, член комитета Государственной думы РФ по бюджету и налогам, член Центрального политсовета партии «Единая Россия» и координатор организации «Национально-освободительное движение» Евгений Фёдоров заявил, что протестующие «пытаются по задумке Соединённых Штатов Америки быть направленными на ликвидацию российской государственности», и что некие неназванные чиновники в правительстве выпустили свои документы по установлению дополнительного налога, и «тем самым прямо проявили акт саботажа» вопреки распоряжению Президента РФ. В дальнейшем по его словам, "пятая колонна из органов власти передала эстафету «боевикам Навального» и что потом «под брендом якобы протестующих дальнобойщиков» будут направлены в Россию боевики, в том числе русскоговорящие с территории Украины, на майдан для свержения власти. По мнению Евгения Фёдорова, система «Платон» носит «абсолютно технический характер» (как средство сбора налогов), а усилия забастовки должны быть направлены не на неё, а на законодательную отмену налогового сбора.
21 ноября 2015 года Роскомнадзор по требованию Генеральной прокуратуры из-за призывов к массовым беспорядкам заблокировал страницу сайта коммунистического рабочего движения «Рабочий путь» о протестах дальнобойщиков, где указывались данные координаторов акции в разных регионах России в список ресурсов. Несмотря на дальнейшее удаление страницы, сайт оставался недоступен.
Песков сказал, что Путина информируют о протестах дальнобойщиков. 3 декабря 2015 года Путин, выступая с посланием к Федеральному собранию, не упомянул дальнобойщиков.
В апреле 2017 года Роскомнадзор потребовал от американской компании Zello за 3 дня привести свою деятельность в соответствии с законом «Об информации, информационных технологиях и о защите информации», угрожая интернет-блокировкой. Компания предоставляет услугу электронной рации для мобильных телефонов, которую активно использовали протестующие дальнобойщики, в РФ компания имела 400 000 клиентов. 10 апреля Роскомнадзор начал блокировку сайта компании и её приложения.
В апреле 2017 года подразделения Росгвардии использовали бронетехнику для блокирования дагестанских дальнобойщиков.

### Реакция российской оппозиции
Президиум ЦК КПРФ 8 декабря 2015 года опубликовал заявление за подписью лидера партии Г. А. Зюганова в котором поддержал «справедливую борьбу дальнобойщиков», заявив, что их акции протеста «имеют ярко выраженный классовый характер». Ранее в конце ноября 2015 года заместитель Г. А. Зюганова депутат Государственной Думы В. Ф. Рашкин обратился с письмом к Президенту России, в котором просил «защитить конституционные права транспортников и всех граждан России, которые пострадают от введения „платы“ с транспортных средств».
Поддержала протест и партия ЯБЛОКО. По мнению председателя партии Сергея Митрохина «Платон» введён в интересах семьи Ротенберга, сбор значительно разгонит инфляцию.
Российский политический и общественный деятель Алексей Навальный выступил в поддержку протестных акций, а возглавляемый им Фонд борьбы с коррупцией выразил желание помочь в изготовлении листовок. Позже он опубликовал на своём сайте документ, который может являться текстом концессионного соглашения государства с оператором системы взимания платы, а в январе 2016 года через суд потребовал признать договор концессии ничтожным из-за незаконного выбора концессионера без проведения конкурса (в октябре иск был отклонён, а концессионный договор так и не был предъявлен общественности).

### Реакция бизнеса и общества
23 ноября 2015 года глава Сбербанка Герман Греф на съезде лидеров «Опоры России» заявил, что введение платы с большегрузов приведёт к росту цен в магазинах, общий вклад в инфляцию составит 1,5 %.
12 декабря 2015 года исполнительный комитет Конфедерации труда России выступил с заявлением о протесте водителей большегрузного транспорта.
По данным опроса Левада-центра, более 70 % жителей Москвы поддерживают акцию дальнобойщиков.
В поддержку дальнобойщиков, со словами на плакате «Они уже платят!», выступила обнажённая иркутская модель Лиана Клевцова, несогласная с тем, что водители вынуждены платить за ремонт дорог из своего кармана. Накануне митингов во всех городах России в интернет-сообществах стала появляться информация, что благодаря дальнобойщикам процветает придорожная проституция, на что отреагировал один из представителей лагеря дальнобойщиков со словами «Вы сейчас видите здесь проституток? Это стоянка, где мы, дальнобойщики, отдыхаем, обедаем.».

## Обжалование в Конституционном суде
16 декабря 2015 года сообщено, что КПРФ направила запрос в Конституционный суд, подписанный всеми 92 депутатами-коммунистами Государственной Думы, в котором спорное Постановление Правительства РФ о введении сбора с дальнобойщиков (и ряд связанных с ним правовых норм) просит признать не соотствующим Конституции РФ. В случае, если запрос КПРФ был бы удовлетворён, то данный сбор мог быть отменён. Однако в итоге запрос коммунистов Конституционный суд удовлетворил в мае 2016 года частично — сбор был признан законным, но федеральному законодателю было предписано установить критерии отбора оператора, а оператору «Платона» запрещено непосредственно применять к плательщикам какие-то меры принудительного характера, также суд ограничил возможность правительства Российской Федерации по повышению размера взимаемой платы.

## Последствия и итоги
Ряд логистических компаний к моменту введения сбора так и не получил счётчики системы «Платон», что лишало их возможности перевозить товар без штрафа. После этого продуктовым сетям начали поступать уведомления о возможных трудностях и приостановке транспортировок после 15 ноября, так как порядка 30 % перевозок товаров оказалось под вопросом. По данным газеты «Коммерсантъ» со ссылкой на транспортную компанию, на функционирующих в стране порядка 1 млн большегрузных машин было выпущено около 200 тыс. счётчиков, из которых только 40 000 было роздано перевозчикам. В Сибири из 43 грузовых компаний маршрутные карты из-за зависаний системы смогли получить только три.
За первые пять дней, по данным Росавтодора, в системе зарегистрировано более 70 тысяч транспортных компаний и предпринимателей с общим объёмом парка свыше 600 тысяч автомобилей (60 % транспортных средств массой свыше 12 тонн, работающих на рынке автомобильных грузоперевозок). Сумма отчислений составила 191 млн рублей.
Протесты дальнобойщиков вынудили министерство транспорта заморозить штрафы за неуплату сбора, пока не будут внесены поправки в Кодекс об административных нарушениях, сокращающие штрафы в девять раз — с 450 тыс. рублей (почти 7 тыс. долларов) до 50 тыс. рублей, за повторное нарушение — с одного миллиона до 100 тыс. рублей. Как отмечает «Русская служба BBC», тем самым протестующим впервые со времен монетизации льгот удалось принудить власти к быстрой реакции в свою пользу.
В феврале 2016 года вице-премьер РФ Аркадий Дворкович заявил, что платы для большегрузов в рамках системы «Платон» повышаться не будут и останутся на уровне 1,53 рубля за километр предположительно до октября (ранее власти хотели с 1 марта 2016 года повысить тариф до 3,06 рублей за километр). Из-за принятой меры бюджет страны недосчитается около 25 миллиардов рублей.

## Подобные забастовки
- Забастовка грузоперевозчиков в Чили 1972—1973
- Всеобщая забастовка в Миннеаполисе (1934)